# D mol
D mol je bila črnogorska vokalna skupina, ki je zastopala Črno Goro na Pesmi Evrovizije 2019 v Tel Avivu.

## Kariera
Leta 2019 so zmagali na nacionalnem izboru, Montevizija ter postali predstavniki svoje države na Pesmi Evrovizije 2019. S pesmijo »Heaven so nastopili v prvem polfinalu, kjer so zasedli 16. mesto s 46 točkami in se niso uvrstili v finale. Ime skupine se je prvotno pisalo D-Moll, vendar so ga v začetku marca 2019 spremenili v D mol.

## Člani
- Rizo Feratović (*15. november 1997, Dragaš)
- Željko Vukčević (*8. januar 2000, Podgorica)
- Ivana Obradović (*21. februar 2000, Bijelo Polje)
- Emel Franca (*12. avgust 2000, Bijelo Polje)
- Mirela Ljumić (*12. marec 2001, Podgorica)
- Tamara Vujačić (*5. avgust 2002, Podgorica)

## Diskografija

### Pesmi
| Naslov    | Leto |
| --------- | ---- |
| »Heaven«  | 2019 |
| »21. maj« | 2019 |